# TrackPoint
En TrackPoint er et pegeredskab placeret mellem tasterne g, h og b på tastaturet på ThinkPad bærbare computere. TrackPointen består udover den lille røde knop af tre knapper under midten af tastaturet, hvilket gør at musen kan styres uden at fingrene behøves flyttes fra skrivepositionen. En TrackPoint virker ved hjælp af en tryksensor (strain gauge) der omregner trykket på TrackPointen til hastigheden af musemarkøren på skærmen, jo hårdere tryk jo højere hastighed har musemarkøren.